# Filmjahr 1924
Liste der Filmjahre

◄◄ | ◄ | 1920 | 1921 | 1922 | 1923 | Filmjahr 1924 | 1925 | 1926 | 1927 | 1928 | ► | ►►

Weitere Ereignisse

## Ereignisse

### Uraufführungen

#### Deutschland und Österreich
- 1. Januar: Der aus zwei Teilen bestehende deutsche Abenteuerstummfilm Menschen und Masken von und mit Harry Piel hat seine Uraufführung in Berlin.

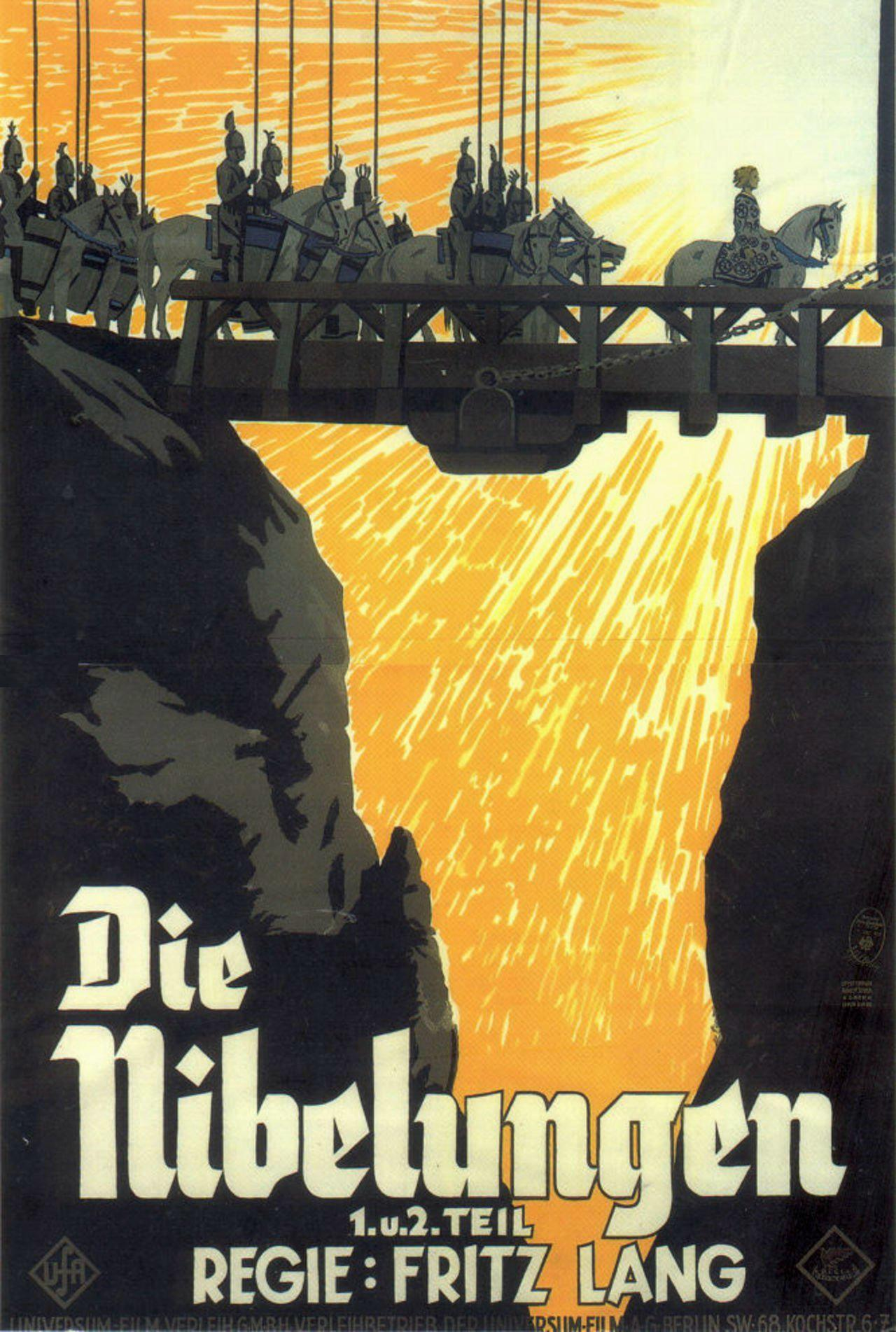
Filmplakat Die Nibelungen Teil 1 und 2

- 14. Februar: Die Uraufführung des ersten Teils des zweiteiligen Stummfilms Die Nibelungen – Siegfried von Fritz Lang und Thea von Harbou erfolgt im Ufa-Palast am Zoo in Berlin und wird ein großer Publikumserfolg. Neben den darstellerischen Leistungen werden vor allem die Spezialeffekte Eugen Schüfftans gelobt, die dieser mit dem von ihm entwickelten Schüfftan-Verfahren auf die Leinwand bringt. Am 26. April erfolgt am selben Ort die Uraufführung des zweiten Teils Die Nibelungen – Kriemhilds Rache.
- 24. September: Der dadaistische Stummfilm Ballet mécanique von Fernand Léger wird in Wien uraufgeführt. Auch Man Ray ist an dem Projekt beteiligt, zu dem George Antheil eigens eine Begleitmusik komponierte. Gleichwohl wird der Film stumm uraufgeführt, da Regisseur und Komponist sich nicht über die unterschiedlich langen Aufführungszeiten von Film und Filmmusik einigen konnten.
- 24. Oktober:  Der österreichische Monumentalfilm Die Sklavenkönigin von Mihaly Kertész kommt in die Kinos. Das Drehbuch verfasste Ladislaus Vajda nach der Vorlage von Henry Rider Haggards Roman The Moon of Israel, welcher wiederum auf der biblischen Geschichte vom Auszug aus Ägypten basiert. Gedreht wurde in Wien mit rund 5.000 Statisten in Studios der Sascha-Film sowie im Freien am Laaer Berg. Hans Marr spielt den Mose.

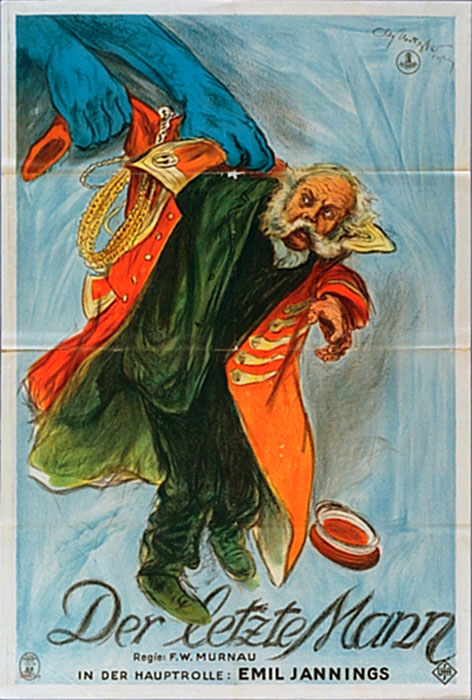
Filmplakat Der letzte Mann

- 23. Dezember: Friedrich Wilhelm Murnaus Stummfilmdrama Der letzte Mann mit Emil Jannings in der Hauptrolle hat Premiere am Ufa-Palast am Zoo. Der Erfolg des Filmes bringt Murnau und mehreren der am Film Beteiligten internationale Anerkennung ein. Berühmt ist der Film auch für seinen Einsatz der neu entwickelten Entfesselten Kamera sowie den fast vollständigen Verzicht auf Zwischentitel.
- 25. Dezember: Der Spielfilm Quo Vadis von Georg Jacoby mit Emil Jannings in der Rolle des Nero wird in Berlin uraufgeführt. Der Film ist eine Neuverfilmung des gleichnamigen Films aus dem Jahre 1913 und bereits die vierte Verfilmung des 1895 veröffentlichten Romans des polnischen Autors Henryk Sienkiewicz.

#### Vereinigte Staaten

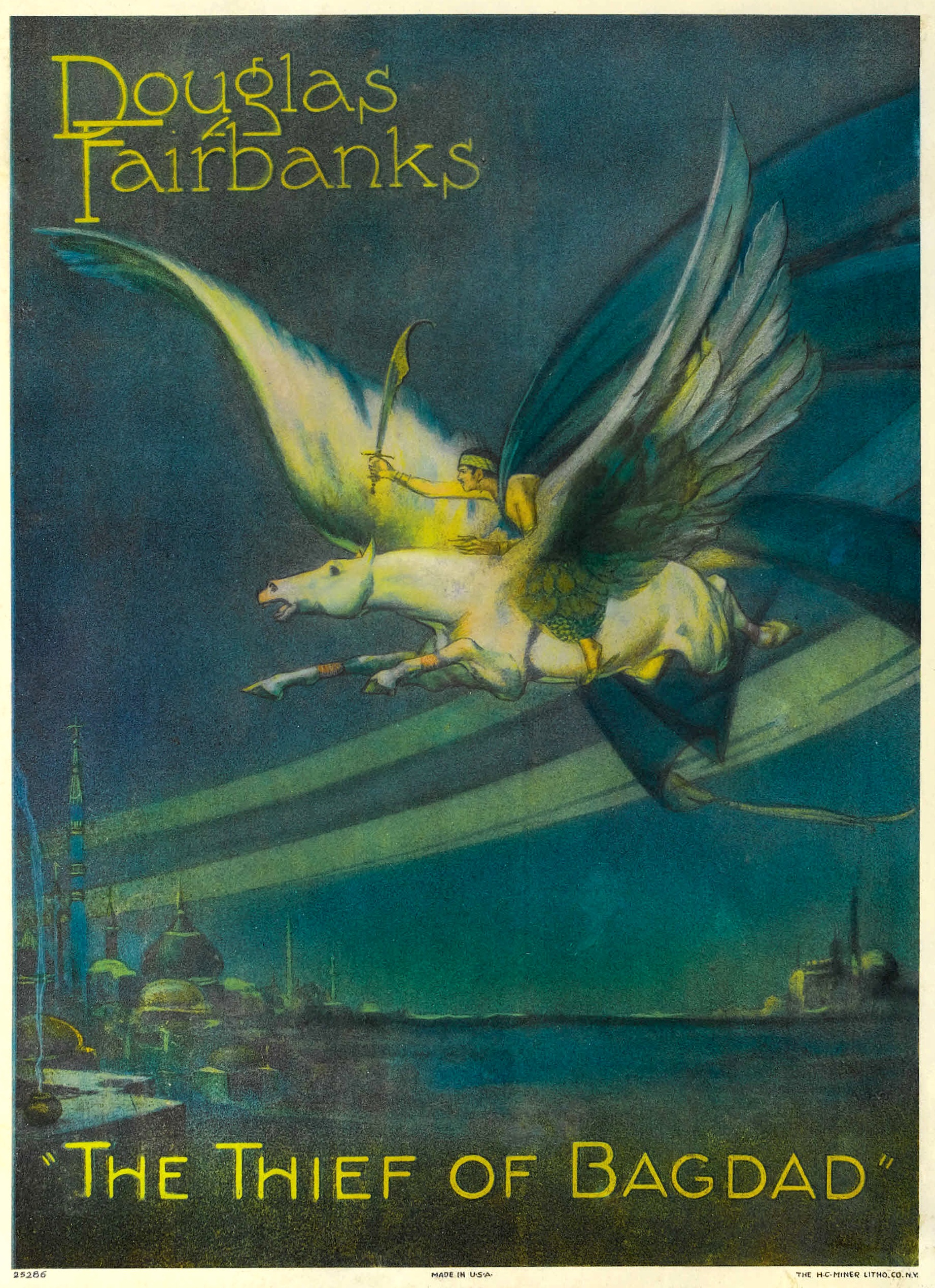
Poster von Der Dieb von Bagdad

- 18. März: Der Stummfilm Der Dieb von Bagdad von Raoul Walsh wird in den USA uraufgeführt. In den Hauptrollen sind Douglas Fairbanks senior und Julanne Johnston sowie Snitz Edwards zu sehen.
- 9. November: Das amerikanische Stummfilmdrama He Who Gets Slapped des schwedischen Regisseurs Victor Sjöström ist der erste Film, der komplett bei der neugegründeten Metro-Goldwyn-Mayer entstanden ist. Die Hauptrollen spielen Lon Chaney Sr., Norma Shearer und John Gilbert. Als Vorlage diente Leonid Nikolajewitsch Andrejews russisches Theaterstück Tot, kto polutschajet poschtschotschiny aus dem Jahr 1914.

### Unternehmensgründungen
- 19. März: Der aus dem österreichisch-ungarischen Galizien stammende Einwanderer Lazar Wechsler gründet gemeinsam mit dem Luftfahrtpionier Walter Mittelholzer in Zürich die Praesens-Film, die in den 1930er-Jahren zur einzigen bedeutenden Schweizer Filmproduktionsgesellschaft der nächsten rund 20 Jahre aufsteigt, die auch international Anerkennung und Auszeichnungen erntet.
- 17. Mai: Marcus Loew und Louis B. Mayer gründen durch Zusammenschluss ihrer Filmstudios Metro Pictures Corporation, Goldwyn Picture Corporation und Louis B. Mayer Pictures in Los Angeles die Filmproduktions- und Filmverleihgesellschaft Metro-Goldwyn-Mayer. Das ist der Beginn des Studiosystems in der Filmproduktion.

### Technik
Das Tonfilmverfahren Vitaphone steht der Filmindustrie erstmals zur Verfügung. Es entstehen zunächst Kurzfilme mit Werbecharakter.

### Sonstiges

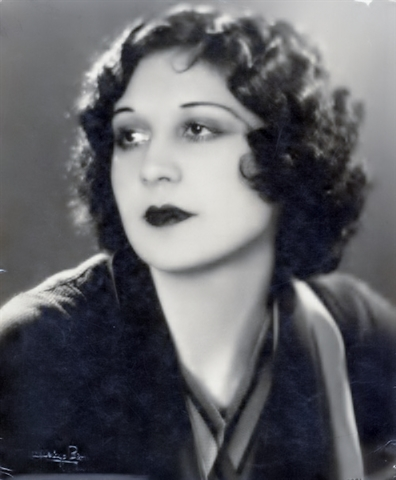
Lita Grey 1925

Um einen größeren gesellschaftlichen Skandal abzuwenden, heiratet Charles Chaplin die sechzehnjährige Lita Grey, die für seine nächste Produktion Goldrausch (The Gold Rush) als seine Filmpartnerin vorgesehen ist. Lita ist zu diesem Zeitpunkt bereits schwanger.

### Erfolgreichste Filme
Die elf erfolgreichsten Filme an den US-amerikanischen Kinokassen nach Einspielergebnis.
| Platz | Filmtitel                   | Einspielergebnis in US-Dollar |       |
| ----- | --------------------------- | ----------------------------- | ----- |
| 1.    | The Sea Hawk                | 2.000.000                     | [ 1 ] |
| 2.    | Girl Shy                    | 1.550.000                     | [ 1 ] |
| 3.    | Secrets The Thief of Bagdad | 1.500.000                     | [ 1 ] |
| 5.    | Hot Water                   | 1.350.000                     | [ 1 ] |
| 6.    | Feet of Clay                | 904.383                       | [ 2 ] |
| 7.    | Triumph                     | 678.526                       | [ 2 ] |
| 8.    | He Who Gets Slapped         | 493.000                       | [ 3 ] |
| 9.    | Beau Brummel                | 453.000                       | [ 4 ] |
| 10.   | His Hour                    | 418.000                       | [ 3 ] |
| 11.   | The Dixie Handicap          | 311.000                       | [ 3 ] |

### Filmpreise und Auszeichnungen
- Photoplay Award: The Dramatic Life of Abraham Lincoln von Phil Rosen

## Geboren

### Januar/Februar

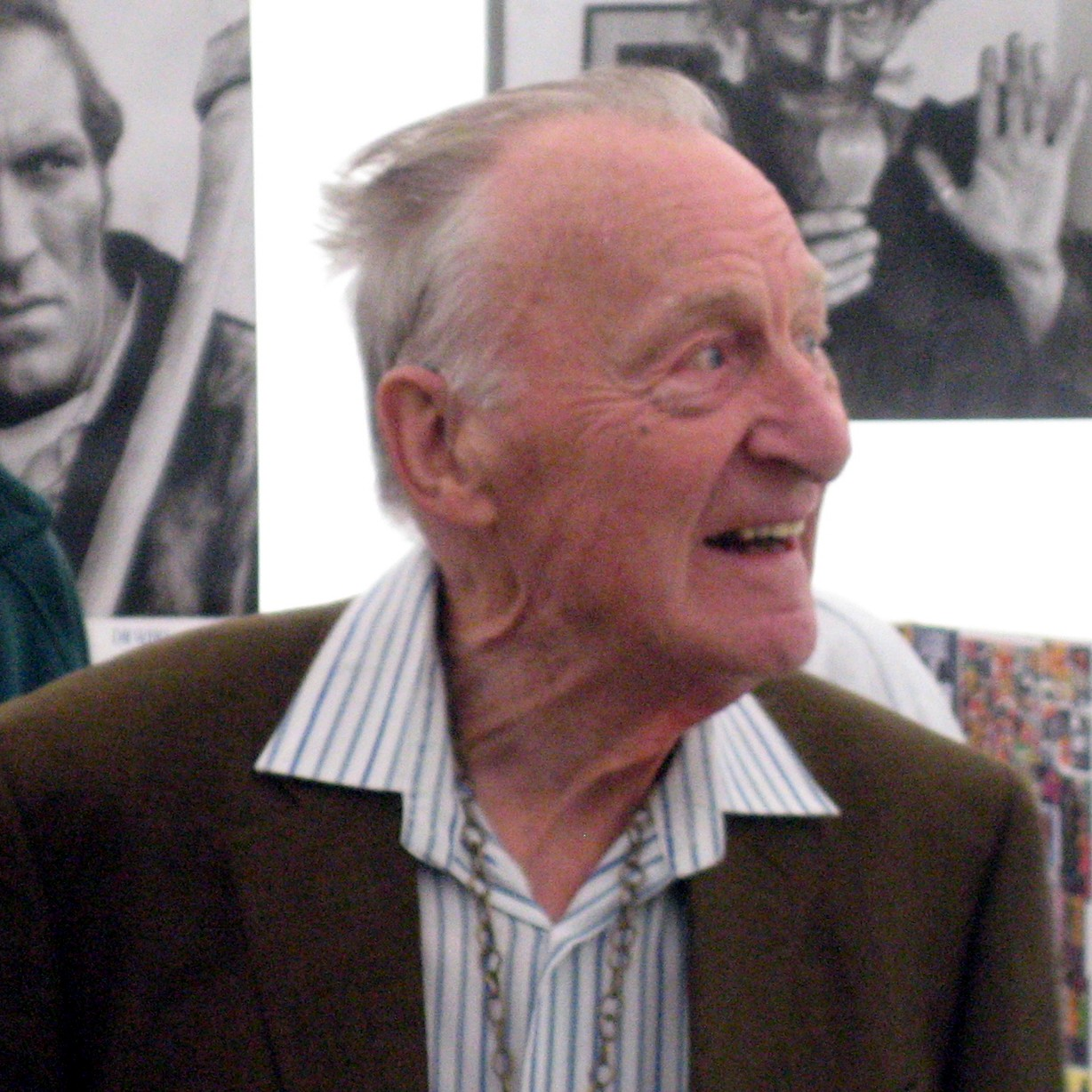
Geoffrey Bayldon (* 7. Januar)

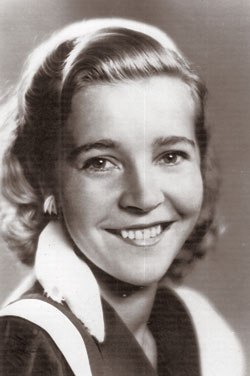
Alice Babs (* 26. Januar)

- 05. Januar: Beatrice Winde, US-amerikanische Schauspielerin († 2004)
- 07. Januar: Geoffrey Bayldon, britischer Schauspieler und Synchronsprecher († 2017)
- 07. Januar: Anne Vernon, französische Schauspielerin
- 08. Januar: Ron Moody, britischer Schauspieler († 2015)
- 09. Januar: Carola Braunbock, deutsche Schauspielerin († 1978)
- 14. Januar: Carole Cook, US-amerikanische Schauspielerin († 2023)
- 14. Januar: Guy Williams, US-amerikanischer Schauspieler († 1989)
- 16. Januar: Katy Jurado, mexikanische Schauspielerin († 2002)
- 17. Januar: Guglielmo Garroni, italienischer Kameramann und Regisseur († 2002)
- 17. Januar: Kurt Grigoleit, deutscher Kameramann († 1988)
- 26. Januar: Alice Babs, schwedische Schauspielerin († 2014)
- 26. Januar: Armand Gatti, französischer Regisseur und Drehbuchautor († 2017)
- 27. Januar: Sabu, indischer Schauspieler († 1963)
- 30. Januar: Dorothy Malone, US-amerikanische Schauspielerin († 2018)

- 05. Februar: Hilde Sochor, österreichische Schauspielerin († 2017)
- 06. Februar: Ivo Garrani, italienischer Schauspieler und Sprecher († 2015)
- 09. Februar: Marcello Gatti, italienischer Kameramann († 2013)
- 19. Februar: Lee Marvin, US-amerikanischer Schauspieler († 1987)
- 20. Februar: Christine Oesterlein, deutsche Schauspielerin († 2017)
- 23. Februar: Alexander Kerst, österreichischer Schauspieler († 2010)
- 23. Februar: Claude Sautet, französischer Regisseur († 2000)

### März/April

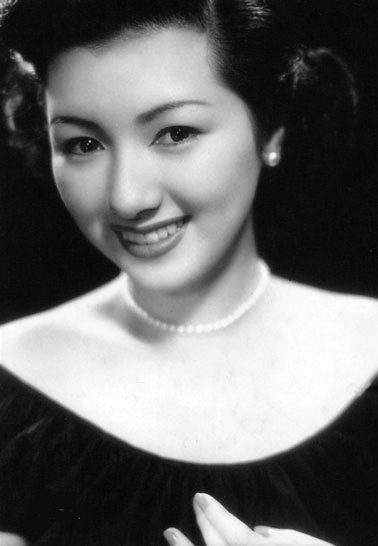
Hideko Takamine (* 27. März)

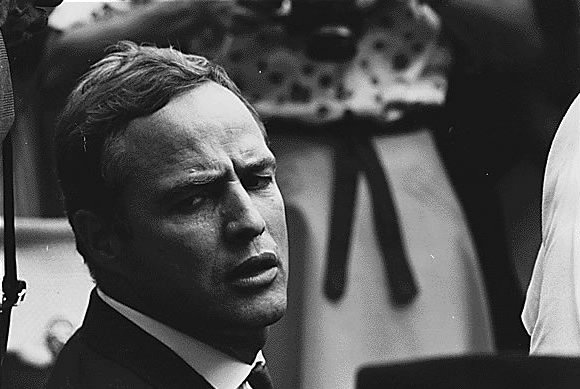
Marlon Brando (* 3. April)

- 08. März: René Allio, französischer Regisseur († 1995)
- 16. März: Wolfgang Kieling, deutscher Schauspieler († 1985)
- 18. März: Giulio Questi, italienischer Regisseur († 2014)
- 25. März: Roberts Blossom, US-amerikanischer Schauspieler († 2011)
- 25. März: Machiko Kyō, japanische Schauspielerin († 2019)
- 27. März: Hideko Takamine, japanische Schauspielerin († 2010)
- 28. März: Freddie Bartholomew, irischer Schauspieler († 1992)
- 24. März: Norman Fell, US-amerikanischer Schauspieler († 1998)

- 03. April: Marlon Brando, US-amerikanischer Schauspieler († 2004)
- 04. April: Noreen Nash, US-amerikanische Schauspielerin († 2023)
- 05. April: Gianni Rizzo, italienischer Schauspieler († 1992)
- 06. April: Yannick Bellon, französische Regisseurin und Filmeditorin († 2019)
- 08. April: Frédéric Back, kanadischer Zeichentrickfilmregisseur († 2013)
- 08. April: Günter Pfitzmann, deutscher Schauspieler († 2003)
- 10. April: Aldo Giuffrè, italienischer Schauspieler († 2010)
- 10. April: Wolfgang Menge, deutscher Drehbuchautor († 2012)
- 12. April: Dick Marx, US-amerikanischer Komponist († 1997)
- 13. April: Stanley Donen, US-amerikanischer Regisseur († 2019)
- 16. April: Henry Mancini, US-amerikanischer Komponist († 1994)
- 18. April: Ghislain Cloquet, belgischer Kameramann († 1981)
- 20. April: Nina Foch, US-amerikanische Schauspielerin († 2008)
- 20. April: Leslie Phillips, britischer Schauspieler († 2022)
- 23. April: Ruth Leuwerik, deutsche Schauspielerin († 2016)
- 27. April: Kurt Radeke, deutscher Schauspieler († 2017)

### Mai/Juni

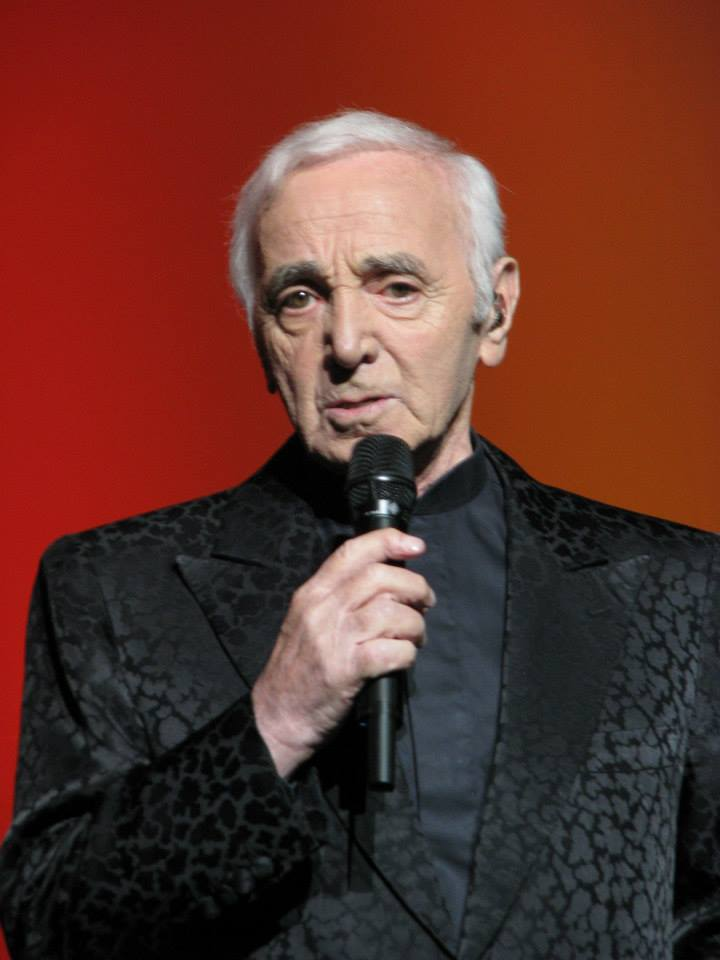
Charles Aznavour (* 22. Mai)

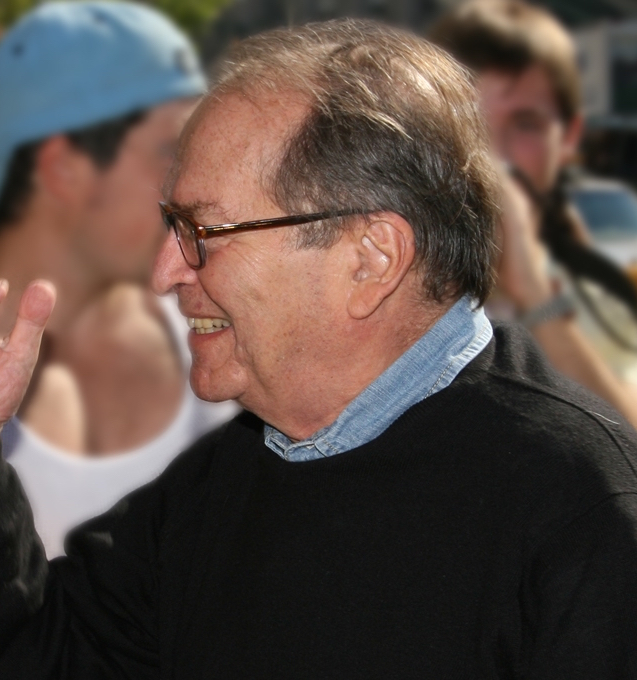
Sidney Lumet (* 25. Juni)

- 02. Mai: Theodore Bikel, US-amerikanischer Sänger und Schauspieler († 2015)
- 10. Mai: Senta Wengraf, österreichische Schauspielerin († 2020)
- 17. Mai: Hannes Messemer, deutscher Schauspieler († 1991)
- 18. Mai: Priscilla Pointer, US-amerikanische Schauspielerin († 2025)
- 21. Mai: Peggy Cass, US-amerikanische Schauspielerin († 1999)
- 21. Mai: Doris Schade, deutsche Schauspielerin († 2012)
- 22. Mai: Charles Aznavour, französischer Schauspieler und Sänger († 2018)
- 27. Mai: Ladislav Chudík, slowakischer Schauspieler († 2015)
- 30. Mai: Otto Guggenbichler, deutscher Journalist und Dokumentarfilmer († 2009)

- 04. Juni: Dennis Weaver, US-amerikanischer Schauspieler († 2006)
- 06. Juni: Orna Porat, deutsch-israelische Schauspielerin († 2015)
- 16. Juni: Adam Hanuszkiewicz, polnischer Schauspieler († 2011)
- 22. Juni: Olivier Mathot, französischer Schauspieler und Regisseur († 2011)
- 25. Juni: Sidney Lumet, US-amerikanischer Regisseur († 2011)
- 26. Juni: Richard Bull, US-amerikanischer Schauspieler († 2014)

### Juli/August

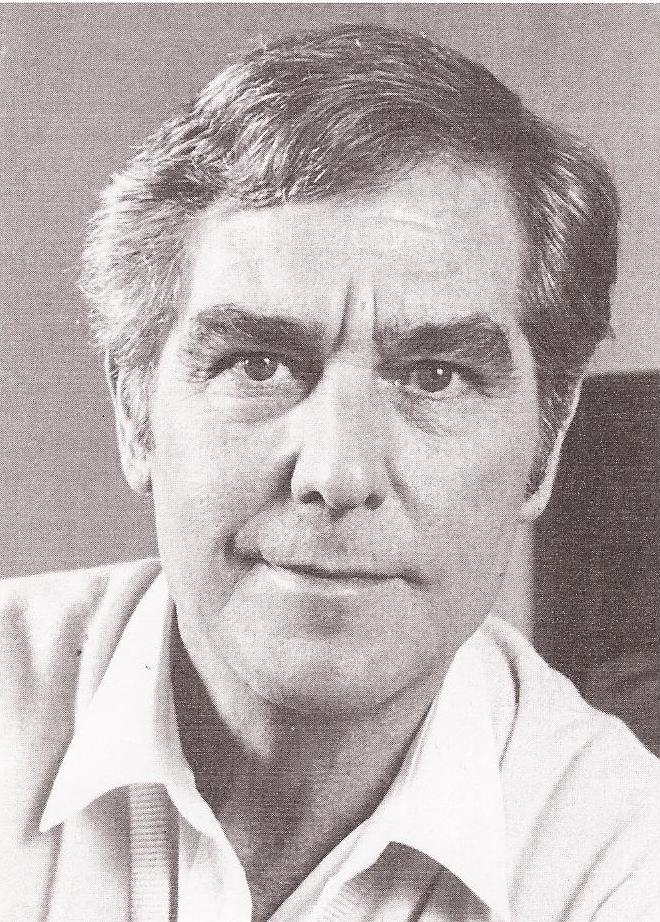
Holger Juul Hansen (* 14. August)

- 04. Juli: Oldřich Lipský, tschechoslowakischer Regisseur und Drehbuchautor († 1986)
- 04. Juli: Eva Marie Saint, US-amerikanische Schauspielerin
- 05. Juli: Heinz Kahlow, deutscher Drehbuchautor († 2015)
- 05. Juli: Erika Müller-Fürstenau, deutsche Schauspielerin († 1986)
- 14. Juli: Val Avery, US-amerikanischer Schauspieler († 2009)
- 19. Juli: Pat Hingle, US-amerikanischer Schauspieler († 2009)
- 20. Juli: Lola Albright, US-amerikanische Schauspielerin († 2017)
- 20. Juli: Tatjana Michailowna Liosnowa, sowjetische Regisseurin († 2011)
- 27. Juli: Inge Konradi, österreichische Filmschauspielerin, Kammerschauspielerin und Theaterschauspielerin († 2002)

- 10. August: Martha Hyer, US-amerikanische Schauspielerin († 2014)
- 14. August: Holger Juul Hansen, dänischer Schauspieler († 2013)
- 17. August: Peter Garden, deutscher Schauspieler († 2015)
- 25. August: Allan Edwall, schwedischer Schauspieler, Autor, Regisseur und Musiker († 1997)
- 25. August: Masumura Yasuzō, japanischer Regisseur († 1986)
- 31. August: Buddy Hackett, US-amerikanischer Schauspieler († 2003)

### September/Oktober

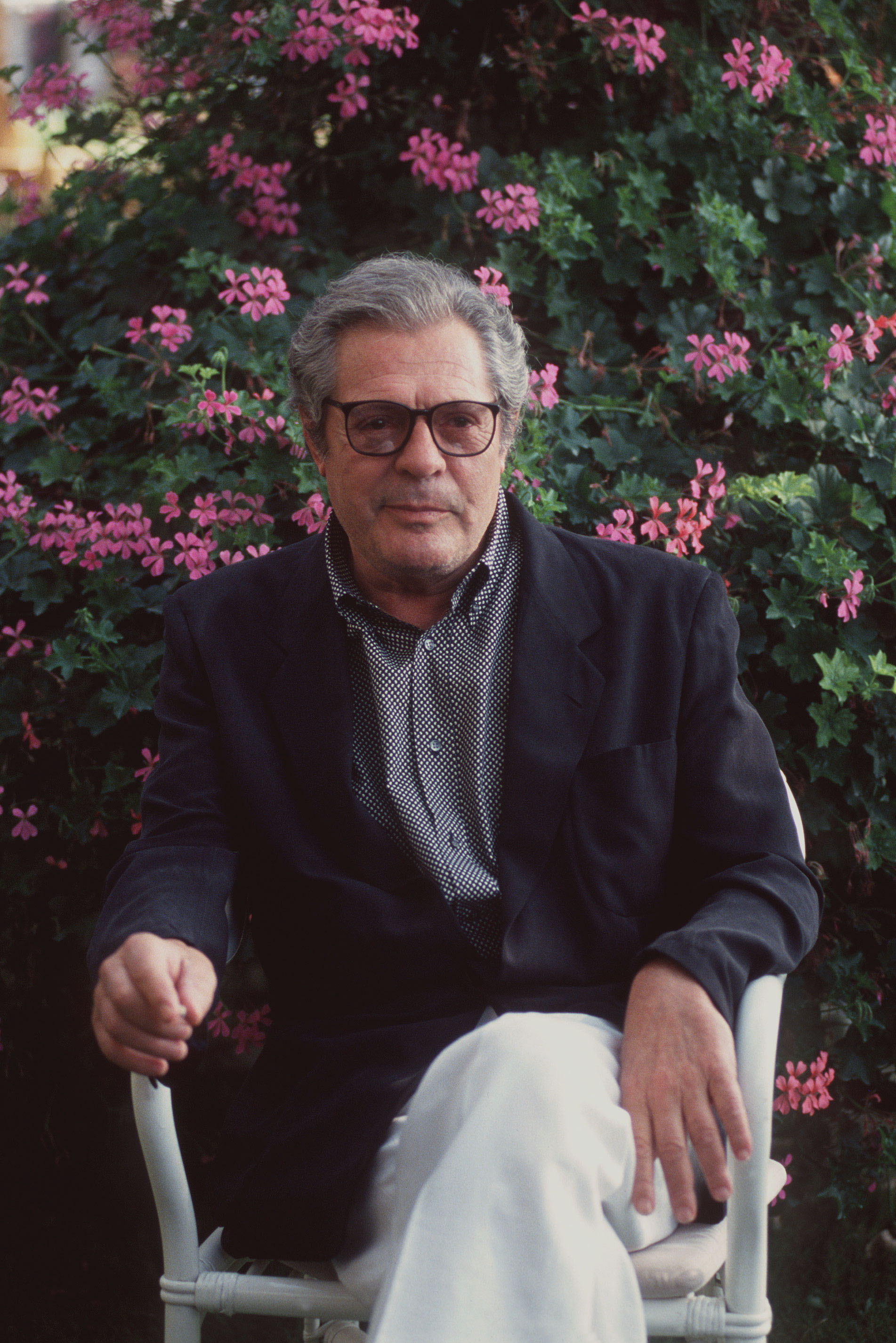
Marcello Mastroianni (* 28. September)

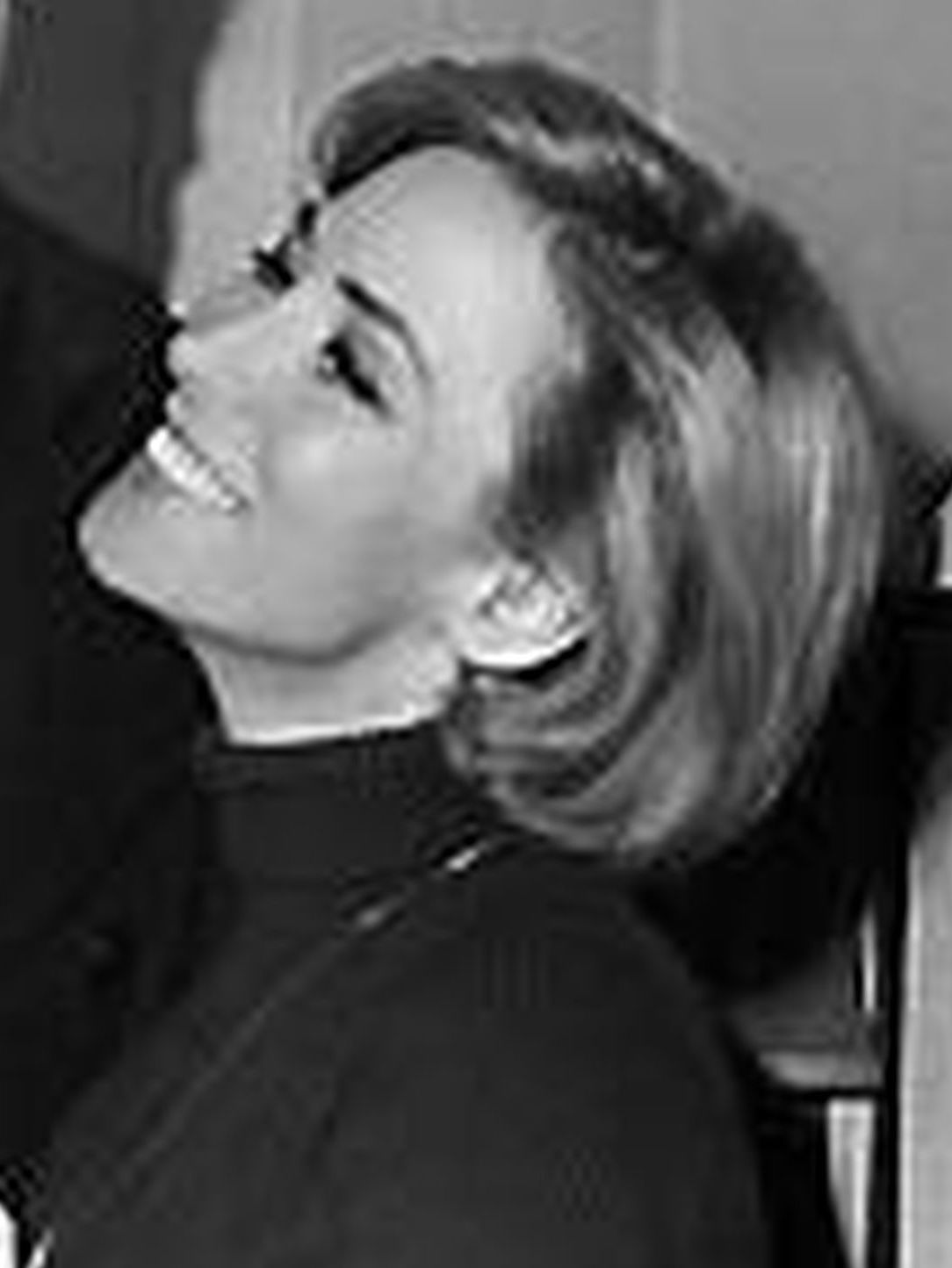
Lily Weiding (* 22. Oktober)

- 05. September: Riccardo Cucciolla, italienischer Schauspieler († 1999)
- 06. September: Inge Wolffberg, deutsche Schauspielerin, Synchronsprecherin und Kabarettistin († 2010)
- 07. September: Michael Burk, deutscher Schauspieler, Regisseur, Kabarettist und Schriftsteller
- 07. September: Leonard Rosenman, US-amerikanischer Filmmusikkomponist († 2008)
- 08. September: Hazel Brooks, US-amerikanische Schauspielerin († 2002)
- 08. September: Hasso Degner, deutscher Schauspieler und Hörspielsprecher
- 09. September: Jane Greer, US-amerikanische Schauspielerin († 2001)
- 09. September: Sylvia Miles, US-amerikanische Schauspielerin († 2019)
- 13. September: Maurice Jarre, französischer Komponist († 2009)
- 13. September: Norman Alden, US-amerikanischer Schauspieler († 2012)
- 16. September: Lauren Bacall, US-amerikanische Schauspielerin († 2014)
- 16. September: Raoul Coutard, französischer Kameramann († 2016)
- 18. September: Eva Schäfer, deutsche Schauspielerin († 2003)
- 21. September: Gail Russell, US-amerikanische Schauspielerin († 1961)
- 29. September: Marina Berti, italienische Schauspielerin († 2002)
- 29. September: Helga Raumer, deutsche Schauspielerin († 1997)
- 28. September: Marcello Mastroianni, italienischer Schauspieler († 1996)
- 30. September: Truman Capote, US-amerikanischer Schriftsteller, Schauspieler und Drehbuchautor († 1984)

- 01. Oktober: Angélica Ortiz, mexikanische Filmproduzentin und Drehbuchautorin († 1996)
- 02. Oktober: Tapan Sinha, indisch-bengalischer Regisseur († 2009)
- 05. Oktober: Bill Dana, US-amerikanischer Schauspieler, Drehbuchautor und Produzent († 2017)
- 10. Oktober: Ed Wood, US-amerikanischer Regisseur († 1978)
- 16. Oktober: Alan Hume, britischer Kameramann († 2010)
- 21. Oktober: Joyce Randolph, US-amerikanische Schauspielerin († 2024)
- 22. Oktober: Lily Weiding, dänische Schauspielerin († 2021)

### November/Dezember

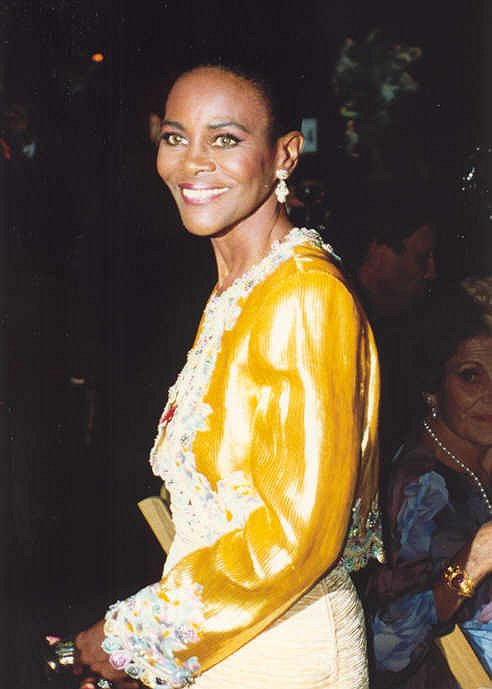
Cicely Tyson (* 19. Dezember)

- 08. November: Joe Flynn, US-amerikanischer Schauspieler († 1974)
- 09. November: Robert Frank, schweizerisch-amerikanischer Regisseur und Kameramann († 2019)
- 10. November: Russell Johnson, US-amerikanischer Schauspieler († 2014)
- 11. November: Andrzej Łapicki, polnischer Schauspieler († 2012)
- 14. November: Bhagwan Das Garga, indischer Dokumentarfilmer und Filmhistoriker († 2011)
- 14. November: Rolf Schimpf, deutscher Schauspieler († 2025)
- 16. November: Gianni Ferrio, italienischer Komponist († 2013)
- 18. November: Elfie Pertramer, deutsche Schauspielerin († 2011)
- 19. November: William Russell, britischer Schauspieler († 2024)
- 22. November: Geraldine Page, US-amerikanische Schauspielerin († 1987)
- 28. November: André Falcon, französischer Schauspieler († 2009)
- 29. November: Erik Balling, dänischer Regisseur und Drehbuchautor († 2005)
- 30. November: Jacques Dacqmine, französischer Schauspieler und Drehbuchautor († 2010)

- 02. Dezember: Vilgot Sjöman, schwedischer Regisseur († 2006)
- 06. Dezember: Susanna Foster, US-amerikanische Schauspielerin († 2009)
- 11. Dezember: Heinz Schenk, deutscher Showmaster und Schauspieler († 2014)
- 13. Dezember: Maria Riva, US-amerikanische Autorin und Schauspielerin, Tochter von Marlene Dietrich
- 14. Dezember: Linda Hopkins, US-amerikanische Sängerin und Schauspielerin († 2017)
- 18. Dezember: Gibba, italienischer Trickfilmer († 2018)
- 19. Dezember: Edmund Purdom, britischer Schauspieler († 2009)
- 19. Dezember: Cicely Tyson, US-amerikanische Schauspielerin († 2021)
- 29. Dezember: Herbert Ballmann, deutscher Produzent und Regisseur († 2009)
- 31. Dezember: E. O. Fuhrmann, deutscher Schauspieler († 1986)

## Gestorben
- 22. März: Louis Delluc, französischer Filmemacher, Schriftsteller und Kritiker (* 1890)
- 10. September: Eva May, österreichische Schauspielerin (* 1902)
- 1. November: Jules Greenbaum, deutscher Produzent (* 1867)
- 19. November: Thomas Harper Ince, US-amerikanischer Filmpionier (* 1882)